# Claire Simpson
Claire Simpson – brytyjska montażystka filmowa.

## Kariera
Jej mentorką w zawodzie montażystki była Dede Allen. Z kolei sama Simpson uczyła zawodu tak uznanych później specjalistów w tym fachu jak Pietro Scalia, Joe Hutshing, David Brenner czy Julie Monroe.
Laureatka Oscara za najlepszy montaż do filmu Pluton (1986) Olivera Stone'a. Nominowana do tej nagrody również za Wiernego ogrodnika (2005) Fernanda Meirellesa, który przyniósł jej Nagrodę BAFTA. Z Oliverem Stone'em pracowała także przy obrazach Salvador (1986) i Wall Street (1987). Poza tym współpracowała z takimi reżyserami jak m.in. Ridley Scott, Robert Towne, Stephen Daldry czy Terrence Malick.